# Comté de Kane (Utah)
Pour les articles homonymes, voir Comté de Kane.
Le comté de Kane est l’un des vingt-neuf comtés de l’État de l'Utah, aux États-Unis. Il porte le nom du colonel Thomas Kane (1822-1883), défenseur des mormons, qui ont peuplé la région. 
Son siège est Kanab, plus grande ville du comté.
Le parc national de Zion s'étend en partie sur le comté.